# Ariranha (São Paulo)
Ariranha é um município brasileiro do estado de São Paulo. Localiza-se a uma latitude 21º11'16" sul e a uma longitude 48º47'13" oeste, estando a uma altitude de 595 metros. A cidade tinha em 2014 uma população estimada de 9 187 habitantes. Ariranha pertence à Microrregião de Catanduva.

## História
A história do município de Ariranha inicia-se, conforme a tradição histórica, com a construção de uma pousada, em 1892, com o nome de “Três Marias”, em homenagem às proprietárias das terras localizadas nas proximidades da pousada: Maria da Glória, Maria Bárbara de Jesus e Maria Maximino, edificado visando abrigar os cavaleiros ou tropeiros que costumavam acampar durante a noite no local, nas proximidades do rio Três Marias, a fim de ali pernoitarem, por ser o centro das grandes caminhadas que faziam.
Assim sendo, surgiu à ideia de construírem um abrigo e, posteriormente, uma capela. Esta última foi feita de barro, erguendo-se, ao lado da mesma, uma grande cruz de madeira. Logo após, começaram a surgir os primeiros casebres ao redor da capela, sendo os primeiros moradores os próprios donos das terras da localidade: Januário D'Antonio, o fundador; D. Máxima Beralda de Jesus; D. Bárbara de Siqueira e Luiz Ricardo de Fonseca. Também doaram terras para a formação do seu patrimônio, Vicente Alves e João Lopes de Abreu. Nessa época, todos os registros de nascimento eram efetuados em São Sebastião do Turvo (IRUPI).
Existiam duas estradas: Uma partia de Jaboticabal passando por Aparecida de Monte Alto, Cerradinho (Catanduva) chegando a São José do Rio Preto. Uma segunda saía de Jaboticabal, passava próximo a São José do Rio Preto até o porto de Taboado (no rio Paraná), tendo sido construída na época da guerra do Paraguai. O principal meio de transportes era o carro de boi, estando à estrada de ferro mais próxima, na cidade de Taquaritinga.
A região era conhecida como "São Bento de Araraquara". Com início da povoação, Januário D'Antonio sugeriu denominá-la de Vila de São João, inovando a proteção do santo devido às fortes geadas ocorridas no mês de junho que dizimavam a principal cultura local, o café.
Posteriormente, em torno de 1902, a localidade passou a chamar-se São João das Ariranhas. O nome Ariranha, atribuído ao município, prende-se ao fato da existência do Córrego Ariranha (tributário do Rio da Onça), nas imediações ao povoado, onde os fundadores diziam haver muitos animais denominados Ariranha, designação indígena de um bicho semelhante à lontra. Ainda em 1902, inicia-se a vinda de migrantes, atraídos pelo clima e a terra excelente para o cultivo do café, procedendo das cidades de Ribeirão Preto, Mococa e Descalvado, sendo em sua maioria italianos, mas havendo também espanhóis o que caracteriza a descendência atual.
A lei estadual 1.104 de 30 de novembro de 1907, criou o Distrito de Paz de Ariranha, no município de Monte Alto, estabelecendo os seus limites. Através da lei estadual 1.623 de 20 de dezembro de 1918, foi criado o município de Ariranha, sendo parte do distrito original incorporado ao de Palmares (município de Monte Alto). Verificou-se a instalação do município de Ariranha no dia 10 de Abril de 1919.
Até 1944, Ariranha permaneceu na divisão administrativa judiciária do Estado com um só distrito, o da sede. De acordo com o decreto-lei estadual nº14.334 de 30 de novembro de 1944, que fixou o quadro de divisão territorial administrativa judiciária do Estado de São Paulo, vigente em 1945-48, Ariranha passou a ter dois distritos Ariranha e Jaguateí (Palmares).
No tocante à organização judiciária, Ariranha permaneceu inicialmente à Comarca de Jaboticabal, sendo distrito de Monte Alto, posteriormente à comarca de Catanduva, passando em 1939 a Santa Adélia (Decreto Estadual nº 9.775 de 30 de novembro de 1938) permanecendo nesta situação até o presente.
Pela Lei estadual nº 8.050 de 31 de dezembro de 1963, o distrito de Palmares Paulista (ex-Jaguateí) foi elevado a município voltando Ariranha a ter somente o distrito sede.[carece de fontes?]

## Geografia
O município de Ariranha abrange uma área de 133,112 km², limitando-se ao norte Palmares Paulista, Pirangi ao sul com os municípios Santa Adélia, Fernando Prestes, a leste com Vista Alegre do Alto, Monte Alto e a oeste com Pindorama.
O acesso aos municípios vizinhos dá-se por meio de rodovias municipais pavimentas exceto Fernando Prestes e Palmares Paulista, que apresentam boas condições de tráfego nos períodos de entre safra sendo destruídas pelo tráfego intenso de caminhões de cana no período de safra, exigindo constantes manutenções e recapeamentos, tendo como distancia e tempo médio de percurso em relação às mesmas, respectivamente Palmaras Paulista 13 km/vinte minutos, Pirangi 19 km/vinte e cinco minutos, Santa Adélia 7 km/dez minutos, Fernando Prestes 16 km/vinte e cinco minutos, Vista Alegre do Alto 20 km/trinta minutos, Pindorama 14 km/vinte minutos.
A cidade de Ariranha está situada a 388 km da capital do estado, rumo NO (noroeste), tendo como vias de acesso a rodovia “Washington Luís” via Santa Adélia e rodovia Anhanguera ou Bandeirantes, perfazendo um tempo médio de percurso de quatro horas.
O município de Ariranha localiza-se no Estado de São Paulo, mais especificamente na Região Administrativa de São José do Rio Preto, estando mais precisamente distante 388 km da capital do Estado de São Paulo.
Apresenta clima AW - tropical úmido com temperaturas máximas e mínimas entre 37º e 10 °C, tendo como época normal de chuva os meses de setembro a março, com uma precipitação média anual de 1.255 mm.
Devido à sua localização, Köeppen classificou o clima da região do município de Ariranha como um clima Quente com inverno seco (Cwa), melhor especificado na tabela abaixo.
Sua vegetação é composta por arbustos, espinhos e plantas rasteiras (cerradão).
O município conta ainda com área designada exclusivamente às indústrias, denominadas de Parque Industrial Comendador Virgolino de Oliveira e o Parque Industrial Júlio Trovo, que abriga indústrias diversificadas, entre elas, de móveis e velas. É válido destacar as duas usinas suco-alcooleiras que atuam na região, a Usina Colombo e a Usina Catanduva.
A região do município de Ariranha está a uma altitude variável entre 500 a 600 metros, como retratado na Carta topográfica de Catanduva (IBGE, 1971).
Ariranha tem como solo predominante o Podzóico vermelho amarelo eutrófico - Pve1 e PVe4, classificado por argila de atividade baixa, abrúptico, A moderado, textura arenosa/ média e relevo suavemente ondulado e ondulado (IPT, 1999).
Os aspectos geológicos do município de Ariranha caracterizam-se por rochas sedimentares pertencentes ao Grupo Bauru, mais especificamente da formação Adamantina / Vale do Rio do Peixe, o qual é caracterizado por arenitos finos a muito finos, marrom claro, rosado a alaranjado, em estratos tabulares maciços ou com estratificação grosseira, intercalações de bancos submétricos, com estratificação cruzada, e lamitos arenosos maciços (IPT, 1999).
A região em questão é formada por Colinas Médias com predominância de interflúvios com áreas de 1,0 a 4,0 km², aplainados e amplitudes locais inferiores a 10,0 metros, vertentes com perfis convexos a retilíneos e predomínio de baixas declividades (<15%). Quanto à drenagem, é de média a baixa densidade, padrão sub-retangular, formas de dissecação média a alta, planícies aluviais interiores restritas, presença eventual de lagoas perenes ou intermitentes.[carece de fontes?]
(Fonte IBGE)

### Hidrografia
- Rio da Onça

Através da Lei 7.663/91, o Estado de São Paulo foi dividido em 22 bacias hidrográficas, denominadas de Unidade de Gerenciamento de Recursos Hídricos -UGRHI.
O município de Ariranha faz parte fisicamente da Bacia Hidrográfica dos Rios Turvo e Grande - UGRHI 15. Esta, por sua vez, é dividida em 12 sub-bacias.
A região que compreende o município de Ariranha localiza-se na sub-bacia 11, denominada Ribeirão da Onça, com uma área de drenagem de 970 Km2. Nessa sub-bacia tem-se a maior altitude observada em toda a UGRHI 15, chegando a 722,0 metros nas cabeceiras do Ribeirão da Onça.
Em relação à demanda e disponibilidade hídrica superficial, a sub-bacia é considerada crítica. Quanto às águas subterrâneas, não apresentam sinais de criticidade. Destaca-se que a cidade se originou entre o Córrego Ariranha e o Córrego Maria da Glória, um de seus afluentes.

### Rodovias
- SP-310
- SP-323

## Demografia
Dados do Censo - 2010 
População total: 8 547
- Urbana: 8 094
- Rural: 453
- Homens: 4 366
- Mulheres: 4 181

Densidade demográfica (hab./km²): 64,19
Dados do Censo - 2000
Mortalidade infantil até 1 ano (por mil): 14,11
Expectativa de vida (anos): 72,18
Taxa de fecundidade (filhos por mulher): 2,37
Taxa de alfabetização: 88,59%
Índice de Desenvolvimento Humano (IDH-M): 0,769
- IDH-M Renda: 0,678
- IDH-M Longevidade: 0,786
- IDH-M Educação: 0,843

(Fonte: IPEADATA)

## Política e administração
- Prefeito: Joamir Roberto Barboza  (2017/2020)
- Vice-prefeito: Pedro Roberto Aparecido Baldini
- Presidente da câmara: Sandra Shirlene Tozzo Barboza(2017/2018)

## Infraestrutura

### Comunicações
O sistema de telefones automáticos foi inaugurado na cidade em 1979 pela Telecomunicações de São Paulo (TELESP), que também implantou o sistema de discagem direta à distância (DDD) em 1979 com o código de área (0175).
Na década de 90 o código DDD da cidade foi alterado para (017), para padronização do sistema telefônico com a telefonia celular que estava sendo implantada em todo o estado.

## Religião
O Cristianismo se faz presente na cidade da seguinte forma:

### Igreja Católica
- A igreja faz parte da Diocese de Catanduva.[12]

### Igrejas Evangélicas
- Assembleia de Deus Ministério do Belém.[13][14]
- Congregação Cristã no Brasil.[15]